# 舞鶴站 (咸鏡南道)
舞鶴站（韓語：무학역）是朝鮮民主主義人民共和國咸鏡南道端川市的一個鐵路車站，属于金溝線。

## 邻近车站
金溝線
大興站 - 舞鶴站